# Jonathan Johnson

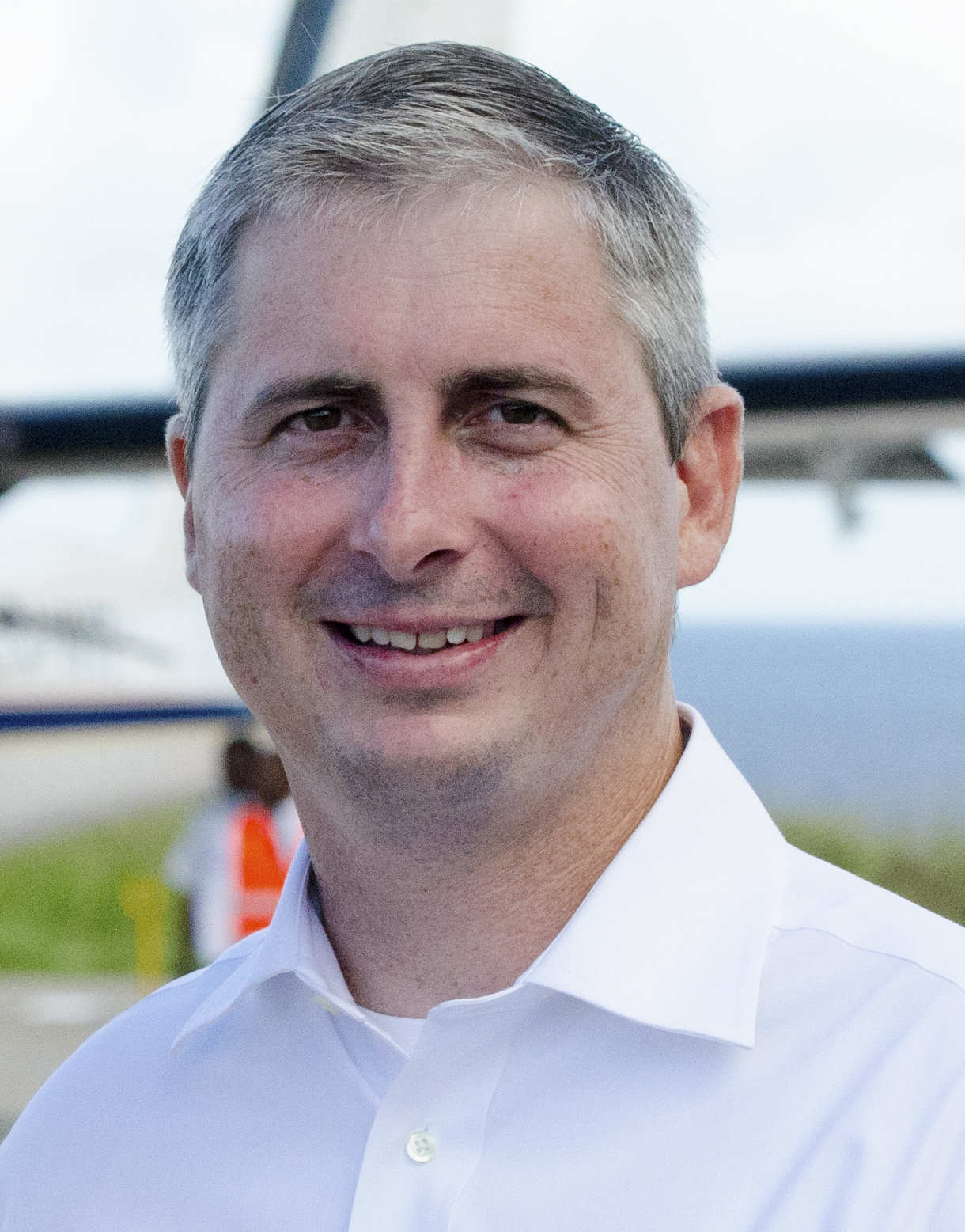
Jonathan Johnson (2013)

Jonathan Johnson ist ein niederländischer Politiker und seit 2008 gezaghebber der Insel Saba, einer der Besonderen Gemeinden der Niederlande in der Karibik. Die Position des gezaghebbers ist in etwa vergleichbar mit der des Bürgermeisters einer Gemeinde in den europäischen Niederlanden. Es handelt sich damit um das höchste Amt in der Exekutive der Insel.

## Biografie
Johnson wurde als drittes Kind von Guy und Angela Johnson auf Saba geboren. Er verließ die Insel 1994 um in den Vereinigten Staaten an der University of Florida ein Studium der Erziehungswissenschaften zu beginnen, das er 1999 mit dem akademischen Grad des Masters abschloss. Im Anschluss kehrte er zurück in seine Heimat, wo er zunächst einen Lehrerposten an der Grundschule des Ortes bekleidete. 2004 folgte eine Anstellung als Direktor an der weiterführenden Saba Comprehensive School. Am 2. Juli 2008 ernannte ihn Frits Goedgedrag, Gouverneur der damaligen Niederländischen Antillen zum neuen gezaghebber Sabas. Er trat damit die Nachfolge von Sydney Sorton an, der das Amt zwischen 1989 und 2008 für insgesamt elf Jahre innegehabt hatte. Im Juli 2014 wurde Johnson für eine zweite Sechsjahresperiode in seinem Amt bestätigt. Seit Juli 2020 befindet sich Johnson in seiner dritten Amtsperiode.
Seit 2012 ist Johnson mit Rosalyn Hassel verheiratet. Aus der Verbindung gingen bislang zwei Kinder hervor.